# Lungern
Lungern é uma comuna da Suíça, no Cantão Obwald, com cerca de 1.948 habitantes. Estende-se por uma área de 46,48 km², de densidade populacional de 42 hab/km². Confina com as seguintes comunas: Brienzwiler (BE), Giswil, Hasliberg (BE), Hofstetten bei Brienz (BE), Kerns, Meiringen (BE), Sachseln. 
A língua oficial nesta comuna é o Alemão.